# Svanskogs landskommun
Svanskogs landskommun var en tidigare kommun i Värmlands län. 

## Administrativ historik
Den inrättades i Svanskogs socken i Gillbergs härad när 1862 års kommunalförordningar trädde i kraft den 1 januari 1863.
Vid kommunreformen 1952 bildade den storkommun med tidigare Långseruds landskommun. 
Sedan 1971 tillhör området Säffle kommun.
Kommunkoden åren 1952-1970 var 1722.

### Kyrklig tillhörighet
I kyrkligt hänseende tillhörde kommunen Svanskogs församling. Den 1 januari 1952 tillkom Långseruds församling.

## Kommunvapen
Blasonering: Sköld delad av silver, vari två bjälkvis ordnade gröna granar, och av blått, vari en gående svan av silver med röd beväring, därest dylik kan komma till användning.
Vapnet fastställdes 1948.

## Geografi
Svanskogs landskommun omfattade den 1 januari 1952 en areal av 357,19 km², varav 306,62 km² land.

### Tätorter i kommunen 1960
I Svanskogs kommun fanns tätorten Svaneholm, som hade 673 invånare den 1 november 1960. Tätortsgraden i kommunen var då 23,1 procent.

## Politik

### Mandatfördelning i valen 1950-1966
| 7 | 13 |

| 20 |

| 10 | 10 |

| 20 |

| 20 |

| 20 |

| 17 | 6 | 4 | 6 | 2 |

| 35 |

| 2 | 33 |

| 34 |

|  | 13 | 10 | 3 | 8 |

| 32 |

| 15 | 11 | 3 | 6 |

| 32 |

| 13 | 12 | 4 |  | 5 |

| 30 | 5 |